# Bosisio Parini
Bosisio Parini es una localidad y comuna de Italia ubicada en la región de Lombardia, provincia de Lecco. Su población es de 3.445 habitantes y su superficie es de 6.6 km².

## Demografía
| Gráfica de evolución demográfica de Bosisio Parini entre 1861 y 2001 |
|                                                                      |
| fonte ISTAT - Elaboración hecha por Wikipedia                        |